# 평원군 (산둥성)
평원군(平原郡)은 중국의 옛 군이다.

## 전한
《한서》에서는 고제가 설치했다 하나, 《서한정구지리》(중국어 간체자: 西汉政区地理, 정체자: 西漢政區地理)에서는 경제 전4년(기원전 153)에 설치됐다 해 오초칠국의 난 이후의 제북국을 쪼갠 것으로 나온다.
청주자사부에 속했다. 원시 2년(2)의 인구조사에 따르면 15만 4387호, 66만 4543명이 있었다. 아래의 속현 목록은 한서 지리지의 순서를 따르며, 일반적으로 첫 현이 군의 치소이다. 원연·수화 연간(기원전 8년 무렵)의 현황으로 여겨지며, 총 19현(11현 8후국)이다. 오늘날의 더저우 시 중부·남부와 지난시의 일부, 빈저우 시의 후이민 현과 양신 현 일대에 해당한다.
| 현명     | 한자     | 대략적 위치            | 비고                                                             |
| -------- | -------- | ---------------------- | ---------------------------------------------------------------- |
| 평원현   | 平原縣   | 더저우시 핑위안현 남   | 독마하(篤馬河)가 있어 동북에서 바다로 들어가는데 560리를 지난다. |
| 격현     | 鬲縣     | 더저우시 남            |                                                                  |
| 고당현   | 高唐縣   | 더저우시 위청시 서     | 상흠에 따르면 탑수(漯水)가 여기에서 나온다.                      |
| 중구현   | 重丘縣   | 더저우시 링청구 북동   |                                                                  |
| 평창후국 | 平昌侯國 | 지난시 상허현 북서     |                                                                  |
| 우후국   | 羽侯國   | 더저우시 위청시 남서   |                                                                  |
| 반후국   | 般侯國   | 더저우시 라오링시 남서 |                                                                  |
| 노릉현   | 樂陵縣   | 더저우시 라오링시 남동 | 도위가 다스린다.                                                 |
| 축아현   | 祝阿縣   | 지난시 창칭구 북동     |                                                                  |
| 원현     | 瑗縣     | 더저우시 위청시 남     |                                                                  |
| 아양현   | 阿陽縣   | 더저우시 위청시 남서   |                                                                  |
| 탑음현   | 漯陰縣   | 더저우시 린이현 남     | 응소에 따르면 탑수는 동무양에서 나와서 동북으로 바다에 들어간다. |
| 늑현     | 朸縣     | 지난시 상허현 북동     |                                                                  |
| 부평후국 | 富平侯國 | 빈저우시 양신현        |                                                                  |
| 안덕현   | 安德縣   | 더저우시 링청구 남동   |                                                                  |
| 합양후국 | 合陽侯國 | ?                      |                                                                  |
| 누허후국 | 樓虛侯國 | 랴오청시 츠핑현 북동   | 누허후 자순(訾順)의 봉지이다.                                    |
| 용액후국 | 龍額侯國 | 더저우시 치허현 북서   |                                                                  |
| 안후국   | 安侯國   | 창저우시 우차오현 북동 |                                                                  |

## 신나라
군의 이름을 하평(河平)으로 바꾸고 다음 현의 이름을 바꿨다.
| 전한       | 신             |
| ---------- | -------------- |
| 격(鬲)     | 하평정(河平亭) |
| 우(羽)     | 우정(羽貞)     |
| 반(般)     | 분명(分明)     |
| 노릉(樂陵) | 미양(美陽)     |
| 축아(祝阿) | 안성(安成)     |
| 원(瑗)     | 동순정(東順亭) |
| 탑음(漯陰) | 익성(翼成)     |
| 늑(朸)     | 장향(張鄕)     |
| 부평(富平) | 낙안정(樂安亭) |
| 합양(合陽) | 의향(宜鄕)     |
| 용액(龍額) | 청향(淸鄕)     |

## 후한
9성 155,588호 1,002,658명을 거느렸다.
| 현명     | 한자     | 대략적 위치                                   | 비고                                                              |
| -------- | -------- | --------------------------------------------- | ----------------------------------------------------------------- |
| 평원현   | 平原縣   | 더저우시 핑위안현 남 왕묘진(王廟鎭)일대       |                                                                   |
| 고당현   | 高唐縣   | 더저우시 위청시 서 방사진진(房寺鎭)일대       | 답수(濕水)의 발원지이다.                                          |
| 반현     | 般縣     | 더저우 시 러링 시 화루진(진(化樓鎭) 동남일대  |                                                                   |
| 격후국   | 鬲候國   | 더저우시 더청 구 태두사향(抬頭寺乡)일대       | 하나라시기 격군(鬲君)이 착(浞)을 멸하고 소강(小康)을 옹립했다.    |
| 축아현   | 祝阿縣   | 지난 시 장칭 구 동북(現 지난 시 화이인 구 서) | 춘추시대에는 축아(祝阿)로 불렸다. 야정정(野井亭)이 현경내에 있다. |
| 낙릉현   | 樂陵縣   | 빈저우 시 양신현 온점진(溫店鎭)일대           |                                                                   |
| 합음현   | 濕陰縣   | 지난 시 지양 현 태평진(太平鎭)일대            |                                                                   |
| 안덕후국 | 安德候國 | 더저우 시 링청 구 정가채진(鄭家寨鎭)일대      |                                                                   |
| 염차현   | 厭次縣   | 빈저우 시 후이민 현 상락야진(桑落墅鎭)일대    | 후한 명제시기 부평현(富平縣)에서 지금의 이름으로 개명되었다.      |

## 위진
기주로 이관되었으며 9현 31,000호를 거느렸다.
| 현명     | 한자     | 대략적 위치                               | 비고                 |
| -------- | -------- | ----------------------------------------- | -------------------- |
| 평원현   | 平原縣   | 더저우시 핑위안현 남 왕묘진(王廟鎭)일대   |                      |
| 고당현   | 高唐縣   | 더저우시 위청시 서 방사진진(房寺鎭)일대   |                      |
| 치평현   | 茌平縣   | 랴오청 시 둥어 현 고관둔진(顧官屯鎭)일대  |                      |
| 박평현   | 博平縣   | 랴오청 시 츠핑 현 가채진(贾寨镇) 동남     |                      |
| 요성현   | 聊城縣   | 랴오청 시 둥창푸구 동북일대               | 동군에서 이관되었다. |
| 안덕현   | 安德縣   | 더저우 시 링청 구 정가채진(鄭家寨鎭)일대  |                      |
| 서평창현 | 西平昌縣 | 더저우 시 린이 현 적가향(翟家鄕)일대      |                      |
| 반현     | 般縣     | 더저우 시 러링 시 화루진(化樓鎭) 동남일대 |                      |
| 격현     | 鬲縣     | 더저우시 더청 구 태두사향(抬頭寺乡)일대   |                      |

## 북위
423년(북위 명원제 태상 8년)에 신설된 제주(濟州)의 속군이 되었다. 487년(북위 효문제 태화 11년) 기주에서 옮겨졌다. 528년(북위 효명제 무태 초)남기주(南冀州)가 신설되었을 때 본주에 속했다가 이주영이 집권했던 영안연간에 주가 폐지되면서 제주로 돌아갔다. 4현 22,250호 59,437명을 거느렸다.
| 현명   | 한자   | 대략적 위치                              | 비고 |
| ------ | ------ | ---------------------------------------- | --- |
| 요성현 | 聊城縣 | 랴오청 시 츠핑 현 박평진(博平鎭)일대     | 북위때 태평진이 설치되었는데 후에 군으로 통폐합되었다. 왕성(王城)을 군, 본현의 치소로 삼았다. 반성(畔城)이 있다. |
| 박평현 | 博平縣 | 랴오청 시 츠핑 현 채둔진(菜屯鎭)일대     | 박평성(博平城), 상엽성(桑葉城), 답수(濕水)가 현경내에 있다.                                                      |
| 치평현 | 茌平縣 | 랴오청 시 둥어 현 고집진(高集鎭)북동일대 | 고성(鼓城)을 치소로 삼았다. 치평성(茌平城), 양성(陽城)이 현경내에 있었다.                                        |
| 서요현 | 西聊縣 | 랴오청 시 둥창푸구 북서일대              | 효창연간에 신설된 현으로 요성(聊城)을 치소로 삼았다.                                                             |

## 수
589년(수 문제 개황 9년) 주현제를 실시하면서 평원군이 폐지되었고 그 땅에 덕주(德州)가 설치되었으나 수 양제시기 군현제가 재실시되면서 평원군으로 복귀했다. 지금의 더저우 시의 전신이 되었다. 9현 135,820호를 거느렸다.
| 현명   | 한자   | 대략적 위치                           | 비고 |
| ------ | ------ | ------------------------------------- | --- |
| 안락현 | 安樂縣 | 더저우 시 링청 구                     | 596년(수 문제 개황 16년), 역막현(繹幕縣)이 신설되었으나 양제때 군현제가 재실시되면서 폐지되었다. 북제시기 격현(鬲縣)이 본현에 통폐합되었다. 관관(關官)이 있었다.      |
| 평원현 | 平原縣 | 더저우 시 핑위안 현                   | 북제때 유현(鄃縣, 現 더저우 시 샤진 현)이 통폐합되었다. 관관이 있었다.                                                                                                |
| 장릉현 | 將陵縣 | 더저우 시 링청 구 북 조채진(趙寨鎭)   | 596년 설치되었다. |
| 평창현 | 平昌縣 | 더저우 시 린이 현 덕평진(德平鎭)일대  | 북위에서 설치된 동안군이 북제때 폐지되었고 중평현(重平縣)이 통폐합되었다.                                                                                             |
| 반현   | 般縣   | 더저우 시 링청 구 자진(滋鎭) 동남일대 | 북제에서 폐지되었다가 596년 복구되었다. |
| 장하현 | 長河縣 | 더저우 시                             | 과거 광천현(廣川縣)이라 불렸는데, 북제때 폐지되었다가 586년 복구되었고, 수나라 말기인 인수초에 지금의 이름으로 개명되었다.                                            |
| 궁고현 | 弓高縣 | 헝수이 시 푸청현 고성(高城)           | 586년 재설치되었다. |
| 동광현 | 東光縣 | 창저우 시 둥광 현                     | 개황초에 발해군이 폐지되고 589년(수 문제 개황 9년) 관주(觀州)가 신설되었다. 대업초기 관주가 폐지되면서 안릉현(安陵縣)이 통폐합되었다. 천태산(天胎山)이 현경내에 있다. |
| 호소현 | 胡蘇縣 | 더저우 시 닝진 현 보점진(保店鎭)      | 596년 재설치되었다. |